# Harki

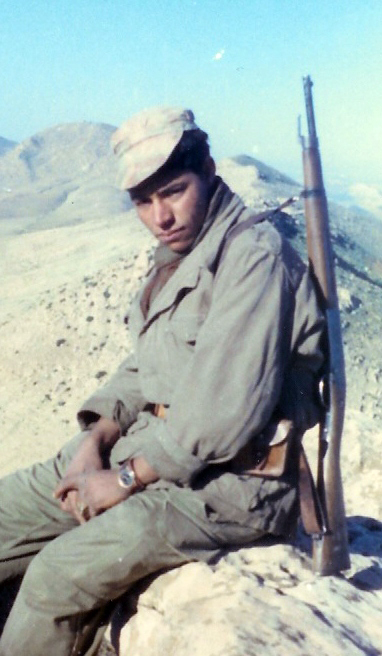
Jóvem harki

Harki designa, em sentido restrito, um indivíduo que servia na Argélia francesa, numa formação paramilitar, uma harka, que vem do termo árabe haraka  que significa, literalmente, movimento. Foi genericamente usado para designar voluntários (geralmente argelinos) que serviram como auxiliares no exército francês durante a Guerra de Independência Argelina entre 1954 e 1962. O termo já era utilizado anteriormente em sentido figurado para designar as pequenos confrontações entre tribos.
Na Argélia do século XIX, o termo harki era utilizado em referência a uma expedição militar organizada com uma finalidade punitiva, mas em Marrocos, no início do  século XI, utilizava-se esse termo para designar um tipo de unidade temporária para fazer operações de polícia ou de guerra sob autoridade de um chefe tradicional. O campo em Marrocos era então administrado por oficiais dos negócios com os indígenas que dispunham, para sua proteção e para a polícia, de auxiliares permanentes chamados moghaznis; os 'harkis representavam para eles um segundo círculo de recrutamento, no caso em que os moghaznis não chegassem.

## Documentação
- Fatima Besnaci-Lancou, Abderahmen Moumen, Les Harkis; Éditions de l'atelier, février 2008